# Máximo de Saragoça
Máximo (em latim: Maximus Caesaraugustanus) foi um bispo de Saragoça (na época chamada César Augusta), na Hispânia, entre 592 e 619. Ele participou dos concílios de Barcelona e Egara e realizou o segundo concílio de Saragoça contra o arianismo em 592. Especula-se que ele tenha escrito as "Crônicas de Saragoça", uma história de sua época preservada num manuscrito do século XVI pois Isidoro de Sevilha afirmou que Máximo escrevia sobre história. Porém, Collins (1980) e Johnson (1993) defendem que as "Crônicas" não são obras de um único autor.
Máximo foi sucedido em sua sé por João, irmão de Bráulio de Saragoça, que o sucedeu em seguida.